# Lodovico Flori

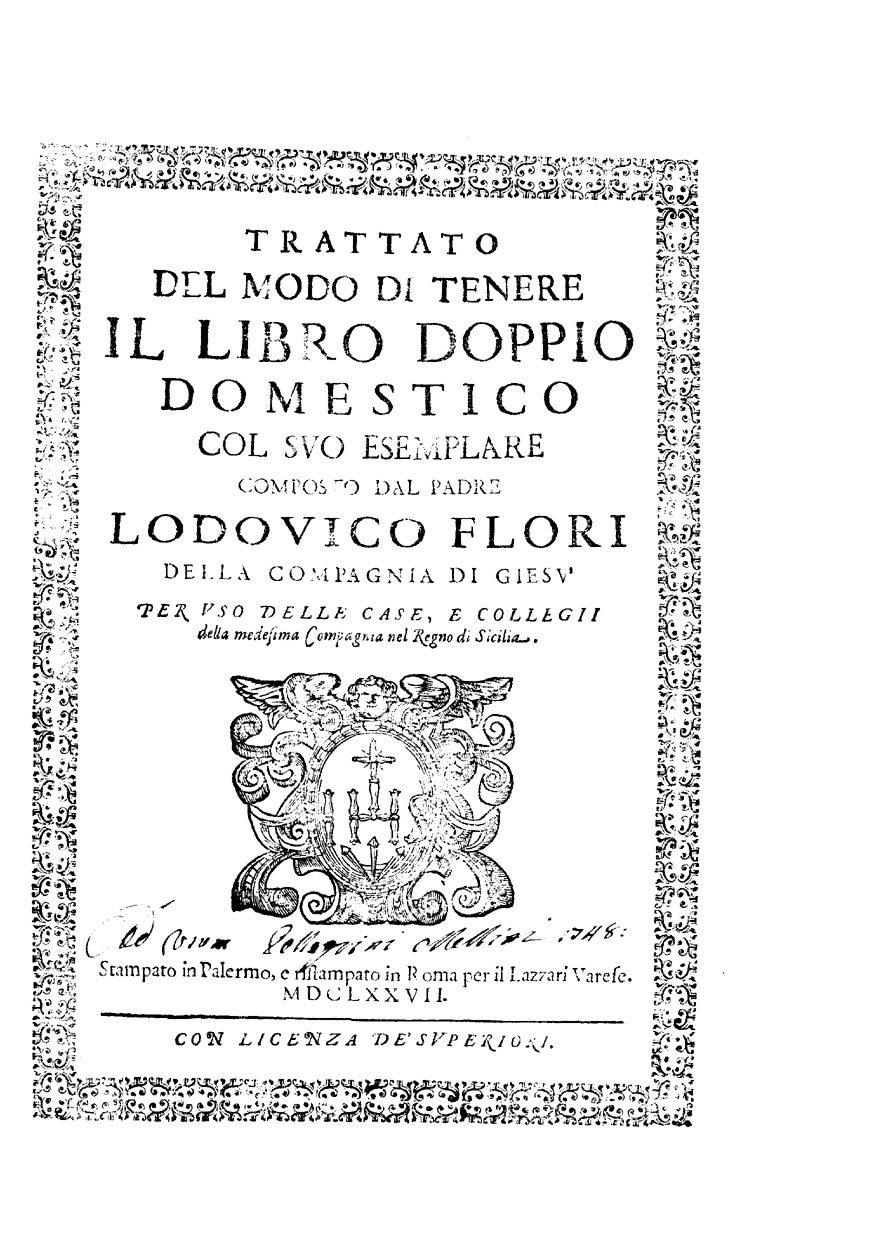
Trattato del modo di tenere il libro doppio domestico col suo esemplare, 1677

Lodovico Flori (Fratta Todina, 26 dicembre 1579 – Palermo, 24 settembre 1647) è stato un gesuita, economista, latinista e traduttore italiano.

## Biografia
Lodovico Flori da Fratta è stato un gesuita, economista, dotto latinista poliglotta  noto per aver scritto il Trattato del modo di tenere il Libro Doppio Domestico edito a Palermo nel 1636  da Decio Cirillo. Manuale di contabilità scritto per incarico e ad uso delle case della Compagnia di Gesù nel Regno di Sicilia che ha la peculiarità di aver ripreso e approfondito gli studi del Pietra (il quale aveva trattato del "bilancio" non più come un mero bilancio di verifica ma come uno strumento di controllo dell'azienda), estrapolando il "Conto dell'Entrata e della Spesa Generale" (oggi il conto economico) dall'"Esito" (oggi stato patrimoniale). Con lui può dirsi nato il bilancio così come oggi lo conosciamo. A Flori si deve anche l'introduzione del principio di competenza economica, con i ratei e risconti (chiamati da lui "interusuri"), valutazioni di rimanenze e altre scritture d'assestamento da appostare a fine esercizio. 
È stato il traduttore dal latino delle opere a carattere religioso del suo coetaneo tedesco e correligionario Jeremias Drexel, alias Geremia Dressellio. 
Tradusse testi anche dallo spagnolo, castigliano.

## Opere
- 1636 Trattato del modo di tenere il Libro Doppio Domestico - stampato in Palermo per  Decio Cirillo
- Ludovico Flori, Trattato del modo di tenere il libro doppio domestico col suo esemplare, Stampato in Palermo e ristampato in Roma, per il Lazzari Varese, 1677. URL consultato il 13 giugno 2015.

## Traduzioni dal latino
- Opere di Geremia Dressellio
- 1642 - Il foriero dell'eternità, messaggiero della morte - stampato in Roma per *Hermanno Scheus
- 1643 - Scola della Patienza - stampato in Roma per *Hermanno Scheus
- 1643 Il tribunale di Christo, ovvero Il segreto, e particolar giuditio, che si fa nella morte di ciascun'huomo. Parte quarta dell'Eternità  - stampato in Roma per *Hermanno Scheus
- 1645 - Della retta intentione ch'è la regola di tutte l'attioni humane - stampato in Roma per * Hermanno Scheus
- 1645 Noe il fabricator dell'arca e governator in quella nel tempo del diluvio descritto, e moralizzato... - stampato in Roma per *Hermanno Scheus

## Traduzioni dal castigliano
- Soliloquj divini del padre gesuita Bernardo di Villegas [1]
- Travagli di Gesù del padre agostiniano Tomaso di Gesù (1529-1582)